# Rekapitalisierung
Als Rekapitalisierung (englisch recapitalization, abgekürzt „Recap“) wird in der Betriebswirtschaftslehre auf der Passivseite der Bilanz der Ersatz einer Kapitalart durch eine andere bezeichnet.

## Allgemeines
Das Präfix (lateinisch re-) steht hier für „wieder“ oder „erneut“ und weist darauf hin, dass eine Veränderung in der Art der Finanzierung vorgenommen wird, ohne dass sich die Unternehmensstruktur ändert. Im Regelfall wechselt nämlich bei einer Rekapitalisierung der Unternehmer nicht. Rekapitalisierung ist im weiteren Sinne der Ersatz von Eigenkapital durch Fremdkapital, Mezzanine-Kapital oder umgekehrt.
Ursprünglich wurde der Begriff benutzt, um das Ziel nach einer Kapitalerhöhung des Eigenkapitals zu beschreiben, damit die unternehmereigene Einflussnahme wächst und gleichzeitig die Bonität verbessert wird. In der heutigen Finanzwelt dagegen wird der Begriff nur noch mit einem Wechsel in der Kapitalstruktur gleichgesetzt, sofern hierbei eine Bilanzverlängerung stattfindet; ansonsten liegt Dekapitalisierung vor. Bei einer Rekapitalisierung kommt es oft parallel zu einer Umverteilung unter Kapitalgebern, Gesellschaftern und Anpassung der Laufzeit der Finanzierungsinstrumente (z. B. Tranchierung).
Der Begriff wird insbesondere benutzt bei der Private-Equity-Finanzierung und der Sanierung von Unternehmen etwa im Rahmen einer Restrukturierung.

## Private-Equity-Finanzierung
Eine in Unternehmen vorgenommene Investition (etwa eine Erweiterungsinvestition in eine neue Betriebsstätte) bedarf zu ihrer Durchführung einer Finanzierung (etwa durch Einsatz von Eigenkapital). Wird während oder nach Abschluss der Investitionsmaßnahme das Eigenkapital durch Fremdkapital ganz oder teilweise ersetzt oder umgekehrt (etwa durch die Emission einer Unternehmensanleihe), liegt eine Rekapitalisierung vor. Ziel ist eine Optimierung der Kapitalstruktur, eine Kostensenkung der Kapitalkosten sowie die Nutzung von Leverage-Effekten. Da die Rekapitalisierung zu einer Änderung der Kapitalstruktur führt, kann das entsprechende Ziel erfüllt werden. Voraussetzung einer Rekapitalisierung ist ein angemessener Verschuldungsgrad, der eine weitere Erhöhung der Schulden zulässt (englisch debt capacity). Solche Rekapitalisierungen sind das Kerngeschäft von Private-Equity-Fonds.
Bei Start-up-Unternehmen ersetzt der Investor nach dem Anteilskauf der Geschäftsanteile des Start-ups dessen Eigenkapital durch Fremdkapital.

## Sanierung
Gerät ein Unternehmen in eine Unternehmenskrise mit hohem Insolvenzrisiko, so kann seine weitere Existenz nur durch Sanierungsmaßnahmen gesichert werden. Eine dieser Maßnahmen ist die Rekapitalisierung. Die sich in einer Finanzkrise befindlichen Unternehmen haben durch stetige Verluste einen wesentlichen Teil ihres Eigenkapitals verloren, so dass eine (zu) geringe Eigenkapitalquote und ein hoher Verschuldungsgrad die Folge sind. Eine Rekapitalisierung kann dabei stattfinden durch:
- Zuführung neuen Eigenkapitals (englisch fresh money),
- Entlastung von Bilanz (Stillhalteabkommen) und Gewinn- und Verlustrechnung (Kostensenkung),
- Stabilisierung des Kreises der Finanzierungsquellen (Gesellschafter und Gläubiger),
- Stabilisierung des Unternehmenserfolgs (unter anderem Senkung der Zinslastquote) und
- Planung strategischer Allianzen.

Die Wiederauffüllung des verlorenen Eigenkapitals gilt als Rekapitalisierung im engeren Sinne.
Im Kreditwesen soll eine Rekapitalisierung von Banken nach der Zielsetzung des Europäischen Stabilitätsmechanismus in erster Linie dazu dienen, negative Folgen der Krise einer Bank vom betroffenen EU-Mitgliedstaat fernzuhalten. Nach Art. 15 ESM-Vertrag ist eine Finanzhilfe zur Rekapitalisierung von Finanzinstituten eines ESM-Mitglieds vorgesehen.
Damit dient die Rekapitalisierung der Stärkung der Eigenmittel von Kreditinstituten oder der Durchführung sonstiger Sanierungsmaßnahmen, um Bankenkrisen zu überwinden. Solche Rettungsaktionen (englisch bail-out) werden meist von Regierungen durchgeführt, wobei diese insbesondere durch Kapitalbeteiligung am krisenhaften Kreditinstitut dessen Eigenmittel stärken. Zudem werden bestimmte Finanzrisiken in staatlich überwachte Bad Banks ausgelagert oder Garantien und Risikopositionen (wie Forderungen, Derivate, Wertpapiere, Kreditzusagen) übernommen, wie dies in Deutschland durch den Finanzmarktstabilisierungsfonds geschehen ist. Dessen Aufgaben ergeben sich aus § 2 Abs. 1 FMStFG, § 5a FMStFG oder § 6 FMStFG. In § 7 FMStFG wird die Rekapitalisierung zum Rechtsbegriff erhoben und diese legaldefiniert als Erwerb von Kapitalbeteiligungen, stillen Beteiligungen oder sonstiger Bestandteile der Eigenmittel (Genussrechte) dieser Unternehmen. Der Fonds kann sich auf Antrag eines Unternehmens des Finanzsektors nach § 3 FMStFV in jeder geeigneten Form an dessen Rekapitalisierung beteiligen. Bei Versicherungen und Pensionsfonds werden vorrangig die Eigenmittel erhöht.

## Wirtschaftliche Aspekte
Die Rekapitalisierung gehört zur Finanzierung in Unternehmen. Meist ist sie eine konstitutive Entscheidung des Finanzmanagements, die auf eine optimale Kapitalstruktur abzielt. Diese ist aus Sicht der Finanzierungskosten erreicht, wenn quantitative und qualitative Finanzierungskosten ein Minimum bilden. Die „Hebelwirkung der Kapitalstruktur“ (englisch financial leverage) ist ein Effekt, bei dem – bei konstantem Gewinn – die Eigenkapitalrendite steigt, wenn ein Unternehmen zunehmend mit Fremdkapital finanziert wird. Durch höheren Einsatz von Fremdkapital steigt jedoch der Zinsaufwand, der möglicherweise nicht erwirtschaftet werden kann. Dies ist ein aus dem „financial leverage“ entstehendes Finanzierungsrisiko.
Im Bankwesen dient die Rekapitalisierung letztlich zur Verhinderung von Bankenpleiten, die einen Bank Run der Sparer bei einer einzelnen Bank und – über den Contagion-Effekt – beim gesamten Finanzsektor bis hin zu einer allgemeinen Finanzkrise zur Folge haben können.